# 尚·布希亞
尚·布希亞（法語：Jean Baudrillard，法語發音：[ʒɑ̃ bodʁijaʁ]，1929年7月29日—2007年3月6日），生於法國漢斯，歿於巴黎，社會學家及哲學家。他被称为“知识的恐怖主义者、后现代主义牧师、后现代大祭司”。他的思想，從1960年代末期的著作《物體系》開始，直到1980年代以降，可被歸納為「現實的消失」（disparition de la réalité）。

## 生平
家族是農民家庭，布希亞是家裡的獨生子。中學唸巴黎著名的亨利四世中學，準備法國巴黎高等師範學院的入學考試；但大學落榜，錯過了正常升讀大學的機會，跑去阿尔勒地區當農工。
若干年後回到巴黎，沒有通過大學教師資格考試，這便導致他必須經過曲折的道路才能進入大學，進入學術的菁英階層。之後，在索邦大學德文學業，考取德文教師資格考。布希亞隨後在不少中學教德文，跟友人Gilbert Badia一起翻譯過布萊希特的著作《流亡對話》，1960年代初開始翻譯馬克思的著作《德意志意識形態》，以及荷尔德林跟德國作家彼得·魏斯的知名著作《瑪哈／薩德》（Marat / Sade）。布希亞也在知名文藝刊物《現代》（Les Temps modernes）撰寫文藝評論。
布希亞的第一個婚姻，配偶是 Lucile Baudrillard，生了一兒一女，分別是 Gilles Baudrillard 跟 Anne Baudrillard。
1995年，布希亞的第二個婚姻是迎娶 Martine Dupuis，一位雜誌的攝影編輯。

### 巴黎第十大學時期
布希亞一邊在高等實用知識學院（l'École Pratique des Hautes Études）上羅蘭·巴特的課，一邊經由昂希·列斐伏爾的指導撰寫博士論文，日後成為1968年備受讚賞的《物體系》（Le Système des objets）。早在1966年起，布希亞就已經在巴黎第十大學教授社會學。
在巴黎第十大學待了二十年之後，1986年布希亞轉至巴黎第九大學任教，直到1990年自巴黎第九大學辭職退休。
1990年代布希亞的聲名在美國鵲起，布希亞開始到美國及其它國家講學。最特別的是美國兄弟檔導演沃卓斯基兄弟自称受布希亞的著作《擬仿物與擬像》（Simulacres et simulation）影響，而在1999年拍出《駭客任務》第一集。

## 作品簡介
布希亞的理論，最為人熟知的是他為報刊撰寫的長篇文章，基本上是以後結構主義的觀點批評大眾傳播媒體，仍不斷地引起討論。
第一篇長文是1991年針對第一次波斯灣戰爭撰寫《波灣戰爭不曾發生》（La Guerre du Golfe n'a pas eu lieu，1991年3月29日刊登在《解放報》），後來整理出版成同標題的書。
第二篇長文是2001年針對九一一事件、世貿中心兩幢大樓的倒塌撰寫《恐怖主義的精靈》（L'Esprit du terrorisme，2001年刊登在《世界報》）。
受到尼采著作的啟發，布希亞感興趣的是物體的事件，或者是事件的規則跟事件的不規則。於是，「誘惑」（séduction）、「模擬」（simulation）、「超真實」（hyperréalité）成為布希亞式的概念名詞。

### 符號物體
布希亞早期的兩本著作：《物體系》跟《消費社會》（La Société de consommation），深受結構主義之父索緒爾的影響，布希亞認為消費者所購買的商品，其實都是些「符號物體」（objets-signes），同時將原有的意指系統（systèmes de signification）、詮釋系統（systèmes d'interprétation）更深入思考，認為「所指/符旨」（signifié）不再只是「中性的物體」的意義，其實應該把「所指/符旨」放回語言學的體系而具備更加複雜的關係，因此又創了「符號價值」（valeur-signe）一詞。思考路線上，布希亞跟福柯、德勒茲一樣都揚棄馬克思主義的概念，對布希亞而言他更揚棄精神分析的概念。

### 惡的概念
布希亞反對啟蒙時代的人文主義，也反對康德的理性主義，甚至愈來愈反對符號學的邏輯，簡言之，針對惡的概念布希亞也用他對物體的概念、誘惑威力的概念拆解它的意義的邏輯。也因此，不僅是景仰尼采的語錄式寫作，布希亞更是有意識地採用帶一點詩意、帶一點嘲諷的風格撰寫他自己的文章。結果是相當隱晦的，不管布希亞是針對九一一事件或法國2005年秋季暴動發表評論，一致再引起新聞界對布希亞的批評。布希亞晚年試圖從马瑟·牟斯跟喬治·巴塔耶的著作尋求答案。

### 擬像和模擬
布希亞在1970年代中期出版《象徵交換和死亡》（L'Echange symbolique et la mort），基本上仍遵循索緒爾的影響，但卻導引他在1980年代更加闡釋「擬像」（simulacre）跟「模擬」（simulation）的關係，然後就是針對大眾傳播媒體、全新的數位科技的全面的、革命性的批判。
布希亞首先在《象徵交換和死亡》這本書提到擬像的三種類別（trois ordres）：
- 第一種類，是「仿冒」（contrefaçon）的擬像，年代是從文藝復興時代開始一直到第一次工業革命；在這個時代，是「存有物」（l'être）跟「外觀」（l'apparence）的分裂，是「原始物」（la référence originelle）跟「模仿它的替身」（son double mimétique）的分裂。
- 第二種類，是「生產」的擬像，年代是工業社會：所有的物體已不再是原始物的反映或仿冒，而是所有的物體彼此全都是擬像。這第二種類別的擬像終止所有的參考動作以及能夠無限制地再生產。
- 第三種類，是「模擬」（simulation）的擬像，原始起源以一種幻覺式的形式再度出現。這種模式以設計好的程式將所有的物體投射出虛擬的存在。

舉例來說，數位典藏算是第二種「生產」（production）的擬像。數位化藏品的技術是依賴數位攝影來生產、複製藝術品。至於第三種擬像——「模擬」，早已在商業和工業領域裡應用到淋漓盡致，從立體實境的遊戲製作到產品、建築模型的構築，其軟體（MAYA、3D STUDIO MAX、PRO-E等）無不使用得相當廣泛平常。
他的擬像論認為，失去原件的拷貝，符號比真實更加真實，人不再是主體，而是淪為符號、文化、語言為主的客體。舉例來說，通常都在電視上看到總統，有一天現場看到總統演講的時候，會覺得大螢幕上的總統反而感覺更真實。
布希亞稱這個時代是「超真实」的（l'hyperréel），在這樣的「超真實」中，「存有物」跟「外觀」之間的差異已被廢除，這樣的「超真實」其實是靠封閉的符號系統自己結構起來，且所有的這些符號完全都沒有參考到外在的現實。布希亞晚年有一句嘲諷的話也很有名：「超真實已死。所以，超真實萬歲！」（L'hypperréalité est morte. Vive l'hyperréalité !）
影像變成「擬像」，就與真實脫離一切關係，「擬像」只是「擬像」自身。

## 葬禮
布希亞2007年3月6日病逝巴黎，葬禮於3月13日在巴黎市內的蒙帕納斯墓園舉行，哲學家何內·謝黑說道：
|             | 看起來應該就是這樣，布希亞的葬禮從未發生過。更好的是，從現在起他將一直活下去。 |
| ——何內·謝黑 |                                                                                |

## 作品年表
- Le système des objets (1968) – 物體系
- La société de consommation (1970) – 消費社會
- Pour une critique de l'économie politique du signe (1972) – 符號的政治經濟學批判
- Le miroir de la production (1973) – 生產之鏡
- L'échange symbolique et la mort (1976) – 象徵交換和死亡
- La consommation des signes (1976) – 消費符號
- Oublier Foucault (1977) – 忘掉傅柯
- L'effet Beaubourg (1977) – 龐畢度中心效應
- À l'ombre des majorités silencieuses (1978) – 在沈默的多數人的陰影下
- L'ange de stuc (1978) – 拉毛粉飾天使
- De la séduction (1979) – 論誘惑
- Enrico Baj (1980)
- Cool Memories (1980-1985) – 冷记忆（一）
- Simulacres et simulation (1981) – 擬仿物與擬像
- À l'ombre des majorités silencieuses (1982) – 在沈默的多數人的陰影下
- Les stratégies fatales (1983) – 致命策略
- La Gauche divine (1985) – 神聖左派
- L'autre par lui-même (1987) – 他自己說自己
- Cool Memories 2 (1987-1990) – 冷记忆（二）
- La transparence du mal (1990) – 惡的透明度
- La Guerre du Golfe n'a pas eu lieu (1991) – 波灣戰爭不曾發生
- L'illusion de la fin ou la grève des événements (1992) – 誤以為是結束的錯覺，或所有事件都在罷工
- Fragments, Cool Memories 3 (1991-1995) – 冷记忆（三）
- Figures de l'altérité (1994) – 相異性的一些範例
- La pensée radicale (1994) – 激進思想
- Le crime parfait (1995) – 完美罪刑
- Le paroxyste indifférent (1997) – 頂尖無所謂
- Amérique (1997) – 美國
- Écran total (1997) – 全銀幕
- De l'exorcisme en politique, ou la conjuration des imbéciles (1997) – 政治的法術，或白癡們的密謀
- Car l'illusion ne s'oppose pas à la réalité (1997) – 因為幻覺並不反對現實
- Le complot de l'art (1997) – 藝術陰謀
- Illusion, désillusion esthétiques (1997) – 幻覺，美學的非幻覺
- La grande mutation ; enquête sur la fin d'un millénaire (1998) – 巨變；調查千禧年之末
- À l'ombre du millénaire ou le suspens de l'An 2000 (1998) – 千禧年陰影下，或西元兩千年的懸疑
- L'échange impossible (1999) – 不可能的交易
- Sur le destin (1999) – 論命運
- Cool Memories IV (2000) – 冷记忆（四）
- Les objets singuliers : architecture & philosophie (2000) – 獨特物件：建築與哲學的對話
- Le complot de l'art, entrevues (2000) – 藝術陰謀，訪談錄
- D'un fragment à l'autre (2001) – 從一個片段到另一個片段
- Mots de passe (2000) – 暗號
- L'élevage de poussière (2001) – 畜養灰塵
- Le ludique et le policier (2001) – 貪玩和警察
- Au royaume des aveugles (2002) – 盲人王國
- Power Inferno ; Requiem pour les Twins Towers ; Hypothèse sur le terrorisme ; La violence du Mondial (2002) – 螺漩權力；雙子星大樓安魂曲；假設恐怖主義；全球的暴力
- L'esprit du terrorisme (2002) – 恐怖主義的精靈
- Pataphysique (2002)
- Au jour le jour, 2000-2001 (2003) – 一天又一天，2000-2001
- Le Pacte de lucidité ou l'intelligence du mal (2004) – 清晰條約，或惡的智能
- Cahier de l'Herne n°84, février 2005 – l'Herne 出版社的布希亞專刊（相當權威的系列）
- Cool Memories V (2005) – 冷记忆（五）
- À propos d'Utopie, entretien avec Jean-Louis Violeau (2005) – 談烏托邦，跟 Jean-Louis Violeau 的訪談
- Oublier Artaud, dialogue avec Sylvère Lotringer (2005) – 忘掉阿陶，跟 Sylvère Lotringer 的訪談
- Les exilés du dialogue ; Jean Baudrillard et Enrique Valiente-Noailles, entretien - Galilée (octobre 2005) – 對話的流亡者：布希亞跟 Enrique Valiente-Noailles 的訪談